# Darrell Waltrip

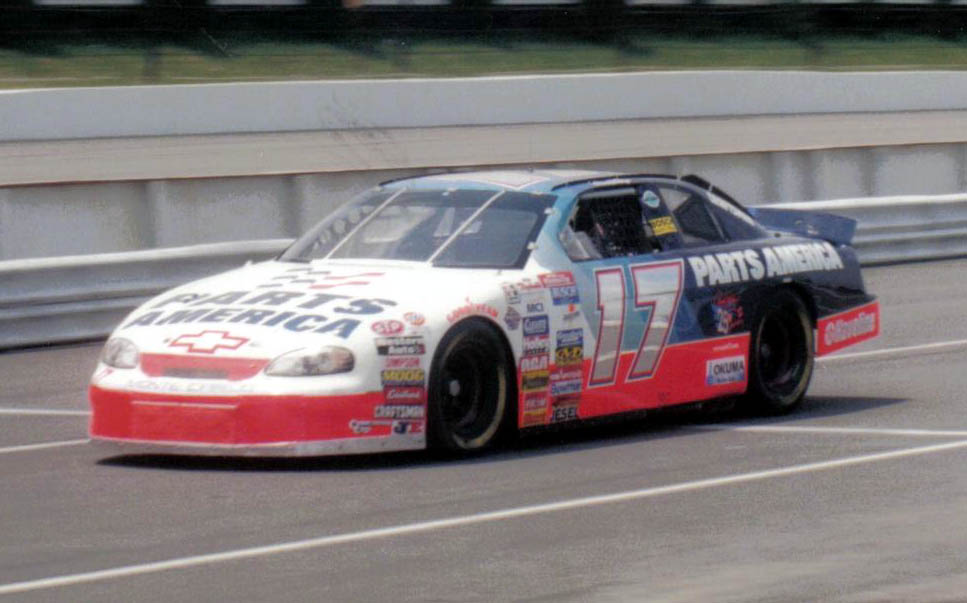
Carro de Darrell Waltrip na NASCAR Cup Series em 1997.

Darrell Lee Waltrip (Owensboro, 5 de fevereiro de 1947) é um ex-piloto estadunidense da NASCAR. Conquistou três títulos NASCAR Cup Series em  1981, 1982 e 1985, foi vice-campeão em 1979, 1983 e 1986, e terceiro em 1978. É o irmão mais velho do também ex-piloto e ex-proprietário de equipe Michael Waltrip.
Disputou 809 corridas entre 1972 e 2000, tendo obtido 84 vitórias, o que o coloca empatado com Bobby Allison no ranking de maiores vencedores da NASCAR. Destacam-se uma nas 500 Milhas de Daytona de 1989, uma nas 500 Milhas do Sul de 1992 e cinco nas 600 Milhas de Charlotte em 1978, 1979, 1985, 1988 e 1989. Foi um piloto muito bem sucedido nos ovais curtos, conseguindo 12 vitórias em Bristol, 11 em Martinsville e 10 em North Wilkesboro. 
Em seus primeiros anos na categoria, geralmente corria por conta própria, com carros Mercury e Chevrolet. Durante a temporada 1975, passou a integrar a equipe DiGard, onde ficou até 1980. Entre 1981 e 1986 correu pela equipe de Junior Johnson e, entre 1987 e 1990, pela Hendrick Motorsports. Depois, voltou a ter sua própria equipe; além disso, substituiu Steve Park na Dale Earnhardt Inc. por algumas corridas em 1998 e encerrou sua carreira na NASCAR defendendo a Haas-Carter. Em grande parte da sua carreira correu por marcas da General Motors: Chevrolet, Buick e Oldsmobile.
Alem da sua trajetória na NASCAR Cup Series, Darrell venceu 13 vezes na NASCAR Busch Series e três na International Race of Champions. O número 17 foi o mais usado por ele em sua carreira.
A partir de 2001 se tornou comentarista da NASCAR pelo canal pago FOX Sports, onde trabalhou até junho de 2019. Também fez participações esporádicas na NASCAR Busch Series e NASCAR Truck Series. É próprietário de concessionárias de automóveis de Honda, Volvo, Subaru, e Buick/GMC em Franklin, Tennessee, em parceria com o empresário Rick Hendrick. 
Waltrip entrou para o NASCAR Hall of Fame em 2012.